# Ровное (Мурованокуриловецкий район)
Ро́вное (укр. Рівне) — село в Украинe, находится в Мурованокуриловецком районе Винницкой области.
Код КОАТУУ — 0522886201. Население по переписи 2001 года составляет 971 человек. Почтовый индекс — 23425. Телефонный код — 4356.
Занимает площадь 2,604 км².

## Религия
В селе действует Вознесенский храм Мурованокуриловецкого благочиния Могилёв-Подольской епархии Украинской православной церкви.

## Адрес местного совета
23425, Винницкая область, Мурованокуриловецкий р-н, с. Ровное, ул. Ленина, 6